# アンディ・グリーン
アンドリュー・マリガン・グリーン（Andrew "Andy" Mulligan Green, 1977年7月7日 - ）は、アメリカ合衆国ケンタッキー州レキシントン出身の元プロ野球選手（内野手、外野手）、監督。右投右打。

## 経歴・人物
ケンタッキー大学より2000年のMLBドラフト24巡目（全体729位）でアリゾナ・ダイヤモンドバックスから指名され、プロ入り。2004年、メジャーデビューを果たす。2005年にはダイヤモンドバックス傘下のAAA級ツーソン・サイドワインダーズでリーグ最多の182安打を記録。さらに打率.343、19本塁打の記録を残し、パシフィックコーストリーグの最優秀選手と最多安打のタイトルを獲得。
2007年、北海道日本ハムファイターズに入団。背番号4。2005年オフにも日本ハムはグリーンの獲得を目指し交渉を重ねるも、直前でダイヤモンドバックスが放出を渋ったため破談になっており、代わりにホセ・マシーアスを獲得したという経緯がある。メジャーでの本職は二塁手だったが、日本ハムでは主に三塁手又は左翼手として起用された。AAA級では成績を残しており、内外野共に守れるユーティリティープレイヤーとして期待された。しかし、応援歌の一節『連覇の願いかなえろ』というファンの期待とは裏腹にオープン戦から打撃不振、守備での失策と悪循環に陥り、開幕後も打撃不調は変わらず、4月中旬に腰痛のため二軍降格。二軍でも目立った活躍はなく、同年8月27日に自由契約となった。オフにシンシナティ・レッズとマイナー契約。
ミッチ・ジョーンズとはとても仲が良く、一緒にオリックス・バファローズのテストを受けたが、不合格に終わった。

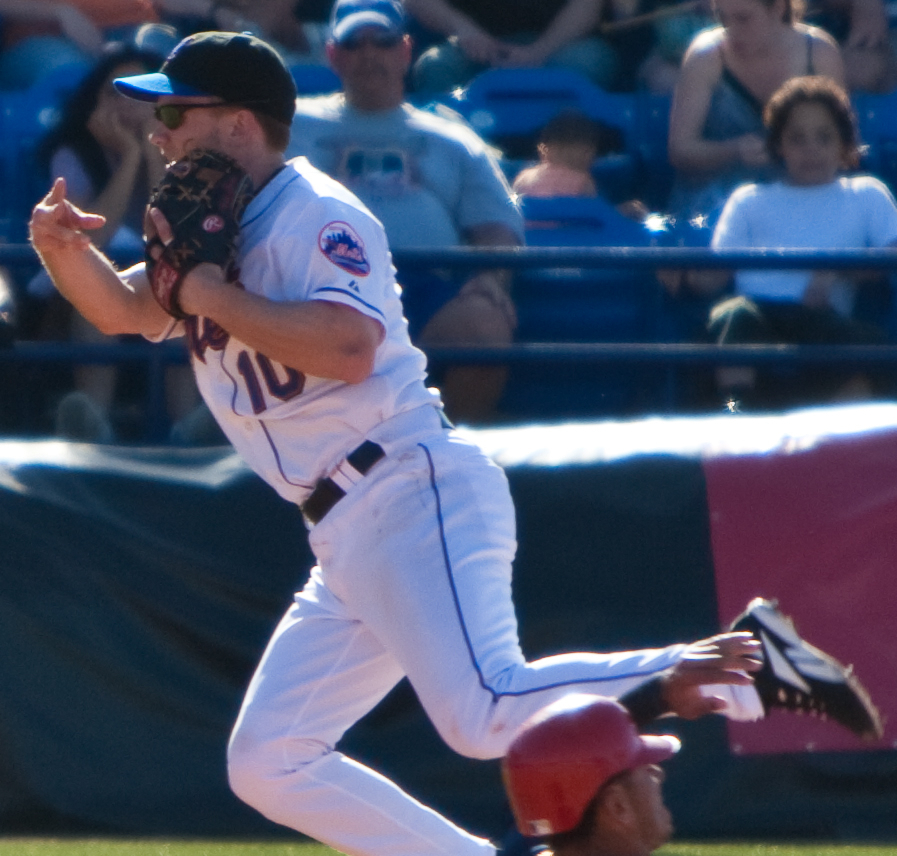
2009年3月7日

イスラエルリーグに売り込みに行くも失敗に終わり、その後、ニューヨーク・メッツとマイナー契約を結んだ。2009年8月17日、3年ぶりにメジャーに昇格した。
2011年はダイヤモンドバックス傘下のパイオニアリーグのルーキー級ミズーラ・オスプレイでコーチを務めた。
2013年からはダイヤモンドバックス傘下のサザンリーグのAA級モービル・ベイベアーズの監督を務める。同年終了後、サザンリーグの最優秀監督賞を受賞した。
2015年シーズンはダイヤモンドバックスの三塁コーチを務めた。

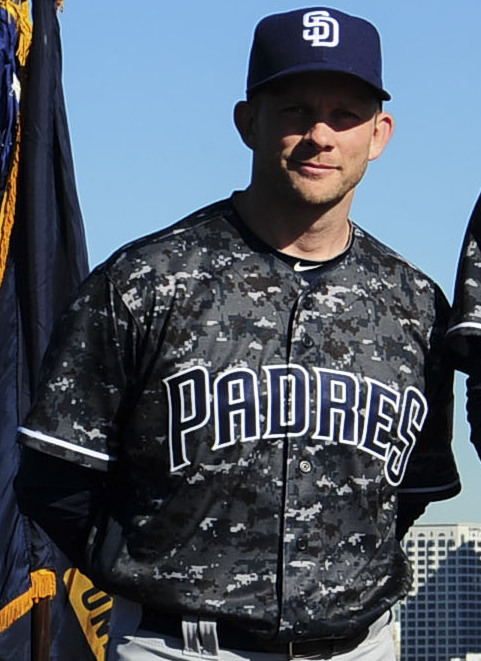
2015年12月2日

2015年10月29日、2016年シーズンよりサンディエゴ・パドレスの監督に就任することが発表された。
2019年9月21日、シーズン終了を待たずに監督を解任された（残り試合はベンチコーチのロッド・バラハスが代行）。
2020年シーズンからはシカゴ・カブスのベンチコーチを務める。

## 詳細情報

### 年度別打撃成績
| 年 度    | 球 団    | 試 合 | 打 席 | 打 数 | 得 点 | 安 打 | 二 塁 打 | 三 塁 打 | 本 塁 打 | 塁 打 | 打 点 | 盗 塁 | 盗 塁 死 | 犠 打 | 犠 飛 | 四 球 | 敬 遠 | 死 球 | 三 振 | 併 殺 打 | 打 率 | 出 塁 率 | 長 打 率 | O P S |
| -------- | -------- | ----- | ----- | ----- | ----- | ----- | -------- | -------- | -------- | ----- | ----- | ----- | -------- | ----- | ----- | ----- | ----- | ----- | ----- | -------- | ----- | -------- | -------- | ----- |
| 2004     | ARI      | 46    | 119   | 109   | 13    | 22    | 2        | 1        | 1        | 29    | 4     | 1     | 1        | 3     | 1     | 5     | 0     | 1     | 17    | 2        | .202  | .241     | .266     | .507  |
| 2005     | ARI      | 17    | 39    | 31    | 5     | 7     | 1        | 0        | 0        | 8     | 2     | 0     | 0        | 0     | 1     | 7     | 0     | 0     | 3     | 1        | .226  | .359     | .258     | .617  |
| 2006     | ARI      | 73    | 102   | 86    | 15    | 16    | 4        | 0        | 1        | 23    | 6     | 1     | 0        | 3     | 0     | 13    | 0     | 0     | 20    | 0        | .186  | .293     | .267     | .560  |
| 2007     | 日本ハム | 18    | 67    | 61    | 2     | 12    | 5        | 0        | 0        | 17    | 3     | 0     | 0        | 0     | 0     | 6     | 0     | 0     | 12    | 1        | .197  | .269     | .279     | .547  |
| 2009     | NYM      | 4     | 5     | 4     | 0     | 1     | 0        | 0        | 0        | 1     | 0     | 0     | 0        | 0     | 0     | 1     | 0     | 0     | 1     | 0        | .250  | .400     | .250     | .650  |
| MLB：4年 | MLB：4年 | 140   | 265   | 230   | 33    | 46    | 7        | 1        | 2        | 61    | 12    | 2     | 1        | 6     | 2     | 26    | 0     | 1     | 41    | 3        | .200  | .282     | .265     | .547  |
| NPB：1年 | NPB：1年 | 18    | 67    | 61    | 2     | 12    | 5        | 0        | 0        | 17    | 3     | 0     | 0        | 0     | 0     | 6     | 0     | 0     | 12    | 1        | .197  | .269     | .279     | .547  |

### 記録
NPB
- 初出場・初先発出場：2007年3月24日、対千葉ロッテマリーンズ1回戦（千葉マリンスタジアム）、7番・三塁手として先発出場
- 初安打：2007年3月27日、対オリックス・バファローズ1回戦（京セラドーム大阪）、4回表にトム・デイビーから中前安打
- 初打点：2007年3月31日、対西武ライオンズ2回戦（札幌ドーム）、7回裏に西口文也から左翼へ2点適時二塁打

### 背番号
- 1（2004年 - 2005年）
- 10（2006年）
- 4（2007年）
- 29（2009年）
- 14（2015年 - 2019年）
- 19（2020年 - ）